# Sierra Baja
Sierra Baja es un barrio ubicado en el municipio de Guayanilla en el estado libre asociado de Puerto Rico. En el Censo de 2010 tenía una población de 602 habitantes y una densidad poblacional de 98,24 personas por km².

## Geografía
Sierra Baja se encuentra ubicado en las coordenadas 18°4′40″N 66°47′51″O / 18.07778, -66.79750. Según la Oficina del Censo de los Estados Unidos, Sierra Baja tiene una superficie total de 6.13 km², que corresponden a tierra firme.

## Demografía
Según el censo de 2010, había 602 personas residiendo en Sierra Baja. La densidad de población era de 98,24 hab./km². De los 602 habitantes, Sierra Baja estaba compuesto por el 94.68% blancos, el 1.83% eran afroamericanos, el 2.49% eran de otras razas y el 1% pertenecían a dos o más razas. Del total de la población el 99.67% eran hispanos o latinos de cualquier raza.